# Lord Saltoun
Lord Saltoun, di Abernethy, è un titolo fra i Parìa di Scozia. Fu creato nel 1445 per Sir Lawrence Abernethy. Il titolo rimase alla famiglia Abernethy fino alla morte nel 1669 della sua bis-bis-bis-bis-bis-bisnipote, la decima Lady Saltoun. Le succedette suo cugino Alexander Fraser, l'undicesimo Lord. Egli era il figlio di Alexander Fraser e Margaret Abernethy, figlia del settimo Lord Saltoun. Il titolo è rimasto nella famiglia Fraser di Philorth da allora.
Il bis-bis-bis-bisnipote dell'undicesimo Lord, il diciassettesimo Lord, era un luogotenente generale nell'esercito e sedé alla Camera dei Lord come pari rappresentativo scozzese dal 1807 al 1853. Suo nipote, il diciottesimo Lord, fu un pari rappresentativo scozzese dal 1859 al 1866. Suo figlio, il diciannovesimo Lord, e nipote, il ventesimo Lord, furono anche pari rappresentativi scozzesi, rispettivamente tra il 1890 ed 1933 e tra il 1935 ed il 1963. Al 2024 il titolo è detenuto dalla nipote di quest'ultimo, figlia di sua figlia, la ventiduesima Lady Saltoun. Ella è il capo dei Fraser di Philorth ed anche uno dei novanta pari ereditari eletti che rimangono alla Camera dei Lord dopo l'emanazione del House of Lords Act 1999.
È stato determinato recentemente che Margaret Abernethy, X Lady Saltoun, successe a suo fratello, Alexander Abernethy, IX Lord Saltoun, nel 1668, ma gli sopravvisse soltanto di sei settimane ed in precedenza non era mai stata conteggiata nella numerazione del titolo. Queste nuove informazioni hanno portato ad una revisione degli ordinali dei successivi Lords Saltoun. Come risultato, gli eredi successivi al titolo sono spesso menzionati con la numerazione errata.

## Lords Saltoun (1445)
- Lawrence Abernethy, I Lord Saltoun (1400–1460)
- William Abernethy, II Lord Saltoun (d. 1488)
- James Abernethy, III Lord Saltoun (d. 1505)
- Alexander Abernethy, IV Lord Saltoun (d. 1527)
- William Abernethy, V Lord Saltoun (d. 1543)
- Alexander Abernethy, VI Lord Saltoun (d. 1587)
- George Abernethy, VII Lord Saltoun (1555–1590)
- John Abernethy, VIII Lord Saltoun (1578–1612)
- Alexander Abernethy, IX Lord Saltoun (1611–1668)
- Margaret Abernethy, X Lady Saltoun (1609–1669)
- Alexander Fraser, XI Lord Saltoun (1604–1693)
- William Fraser, XII Lord Saltoun (1654–1715)
- Alexander Fraser, XIII Lord Saltoun (1684–1748)
- Alexander Fraser, XIV Lord Saltoun (1710–1751)
- George Fraser, XV Lord Saltoun (1720–1781)
- Alexander Fraser, XVI Lord Saltoun (1758–1793)
- Alexander George Fraser, XVII Lord Saltoun (1785–1853)
- Alexander Fraser, XVIII Lord Saltoun (1820–1886)
- Alexander William Frederick Fraser, XIX Lord Saltoun (1851–1933)
- Alexander Arthur Fraser, XX Lord Saltoun (1886–1979)
- Flora Marjory Fraser, XXI Lady Saltoun (1930-2024)[1]
- Katharine Fraser, XXII Lady Saltoun (1957–)[1]

L'erede presunto e il figlio maggiore dell'attuale detentrice, Alexander William Malise Fraser (nato nel 1990).